# Bradáček vejčitý
Bradáček vejčitý (Listera ovata) je nejrozšířenější druh orchideje rostoucí ve volné přírodě České republiky.

## Rozšíření
Výhradně Euroasijský druh. V Evropě se vyskytuje, vyjma Portugalska a severu Skandinávie , téměř ve všech státech. V Asii jej lze nalézt v mírném klimatickém pásu v Malé Asii, na Urale a Kavkaze, v Pákistánu, Afghánistánu, ve Střední Asii i na západní Sibiři.
Roste na světlých a vlhkých lesních mýtinách, lesních lemech, v křovinách i na otevřených loukách, jednoznačně dává přednost místům dostatečně vlhkým. Upřednostňuje těžší vápnito hlinité až jílovité půdy s příznivou formou humusu, nesnáší kyselou půdu a rašeliniště. Roste od nížin až po nadmořskou výšku 2000 m.

## Popis
Je to vytrvalá rostlina která mívá v dospělosti až 0,6 m vysokou dužnatou lodyhu vyrůstající z koncového pupenu sympodiálně rostoucího, vodorovného, válcovitého oddenku s dlouhými kořínky. Z paždí šupiny u tohoto koncového pupenu vyrůstá příštím rokem lodyha nová, neboť ta původní zimu nepřečká, a po uschnutí zanechává na oddenku jizvu. Tento postup se každoročně opakuje, oddenek se stává křivolaký a podle počtu jizev lze odhadnou stáří rostliny.
Přímá lodyha má na spodu několik pochvatých šupin a nad nimi asi v jedné třetině pouze dva (výjimečně tři) přisedlé, skoro vstřícné, krátce objímavé listy, ve zbytku je většinou bezlistá, jen někdy asi v polovině kvetoucí rostliny vyrůstají dva drobné listeny. Poměrně tlustá, světle zelená lodyha je od spodu až po listy lysá a čtyřhranná, výše žláznatě pýřitá a oblá. Široce vejčité, celokrajné listové čepele ostře zakončené jsou světle zelené, tuhé, lesklé, lysé, tři až pětižilné. Bývají dlouhé 5 až 10 cm a široké 3 až 8 cm.
Svisle rostoucí lodyha je ukončena 10 až 65 žlutozelenými, občas hnědonachově naběhlými květy seskupenými do přímého klasovitého květenství vysokého od 7 do 20 cm. Oboupohlavné souměrné květy vyrůstají na stopkách dlouhých 3 až 4 mm, jejich vejčitě kopinaté listeny bývají velké 3 × 1 mm. Žlutozelených okvětních lístků s fialovým lemem je šest, nejsou rozlišeny na korunu a kalich a jsou otočené naopak. Jsou rozmístěny ve dvou přeslenech, vnitřní lístky jsou užší, vnější mají klínovitě vejčitý tvar. Vnější okvětní lístky jsou k sobě skloněny, květ nemá ostruhu ani medník. Vnitřní svisle dolů visící, čárkovitý, hluboce dvoulaločný pysk je dlouhý 6 až 10 mm, tj. dvojnásobně delší než ostatní lístky dlouhé 4 až 5 mm. V jeho středu se nachází žlábek produkující nektar. Ve květu jsou tyčinky s čnělkou srostlé ve sloupek, ke kterému přirůstá prašník pouze spodem a je vzadu zakrýt šupinatým přívěskem. Na přední straně sloupku je zobánek spojený s brylkou. Pyl je jemný, moučný, neboť pylová zrna spojená do tetrád se od sebe lehce oddělují. Podlouhle vejčitý, do stopky ostře se zužující stočený, spodní semeník je vytvořen srůstem tří plodolistů. Rostlina vykvétá v červnu a červenci, opylovači jsou především brouci (hlavně lumci), mouchy, motýli a vosy.
Plodem je jednopouzdrá, podlouhle vejčitá tobolka, o rozměrech 10 × 6 mm, kterou droboulinká, nedozrálá semínka opouštějí některým ze šesti pukajících žeber. Na kratší vzdálenosti se rostlina rozšiřuje oddenky, do větších semeny. Semen je veliké množství, málokteré však vyklíčí, jsou schopna klíčit jen za přítomnosti určité houby (heterotrofie), dospělá rostlina je ale schopná si již sama zajistit látky potřebné k růstu (autotrofie).
Bradáček vejčitý je dlouhověká rostlina, listy do plné velikosti dorůstají asi až 5. rokem a rostlina poprvé vykvete přibližně až za 10 let od vyklíčení. Květy jsou poměrně vytrvalé, kvetou asi 1 měsíc.

## Ohrožení
Přestože je bradáček vejčitý hodnocen jako nejčastěji rostoucí druh rostliny z čeledě vstavačovitých, vyskytuje se v porovnání s ostatními rostlinami poměrně zřídka a jen na omezeném teritoriu, je na něj proto v "Černém a červeném seznamu cévnatých rostlin České republiky" upozorněno začleněním do kategorie vzácnějších rostlin vyžadujících další pozornost (C4 – LR).

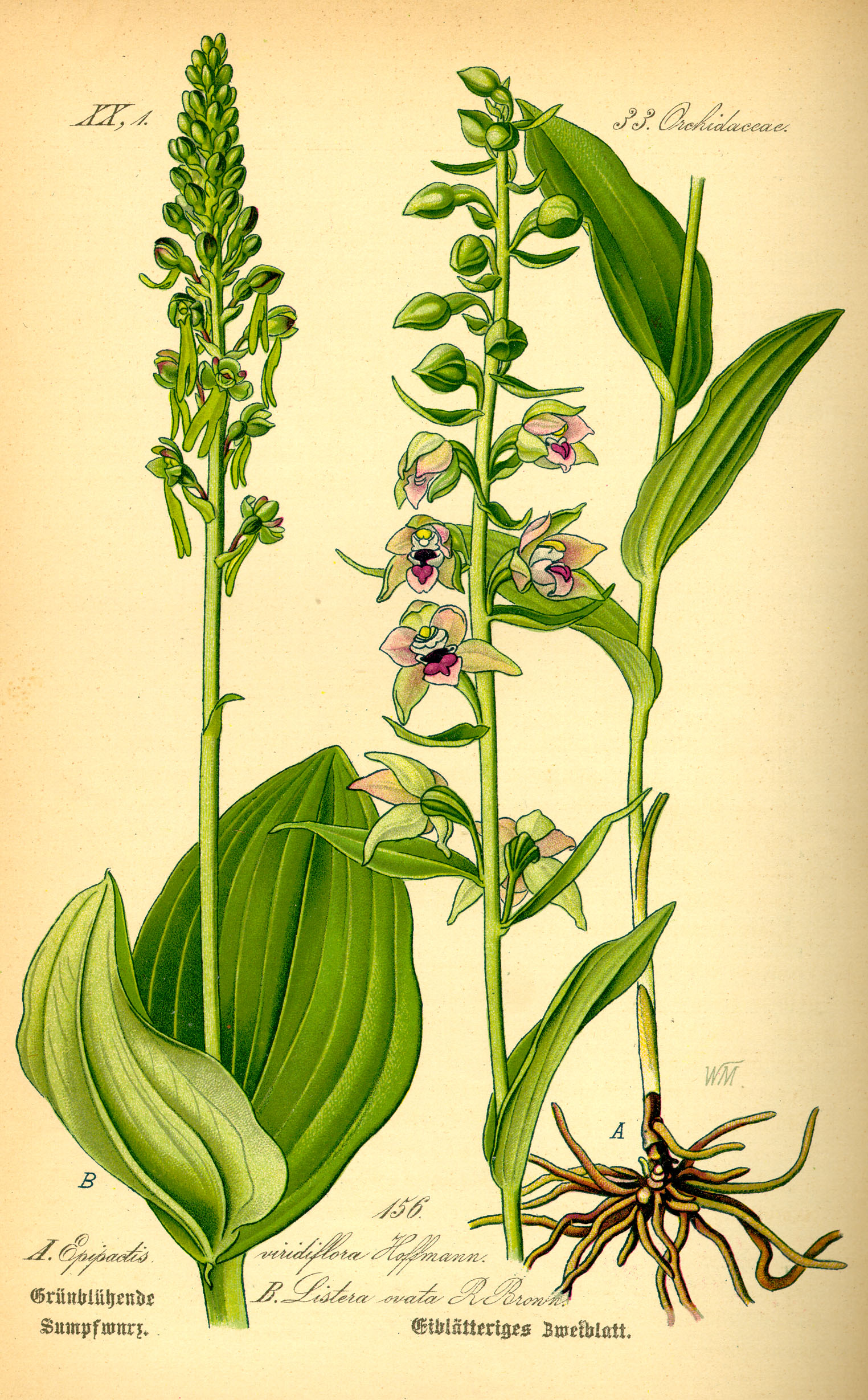
Nákres rostliny (na obr. vlevo)
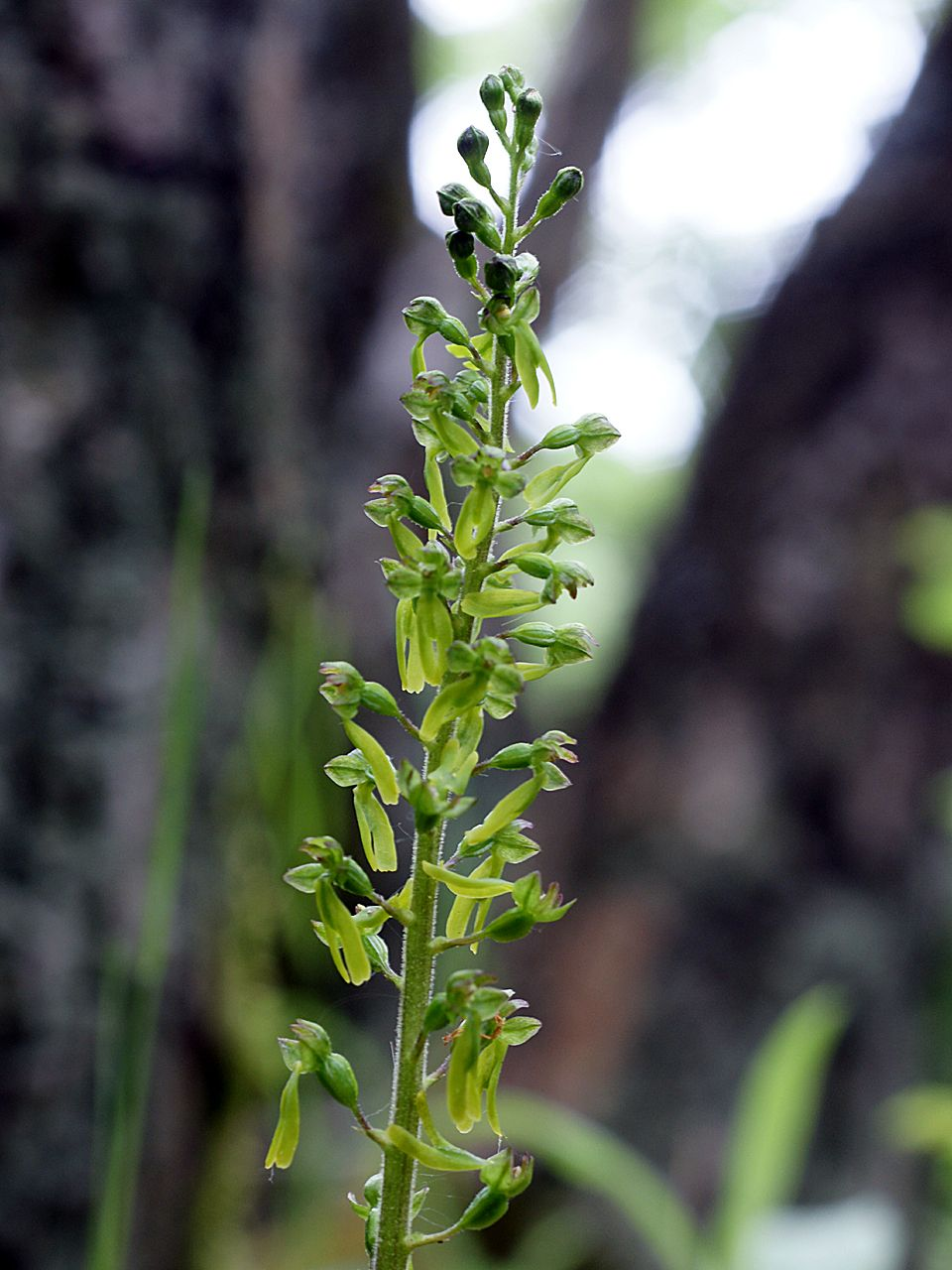
Nakvétající květenství
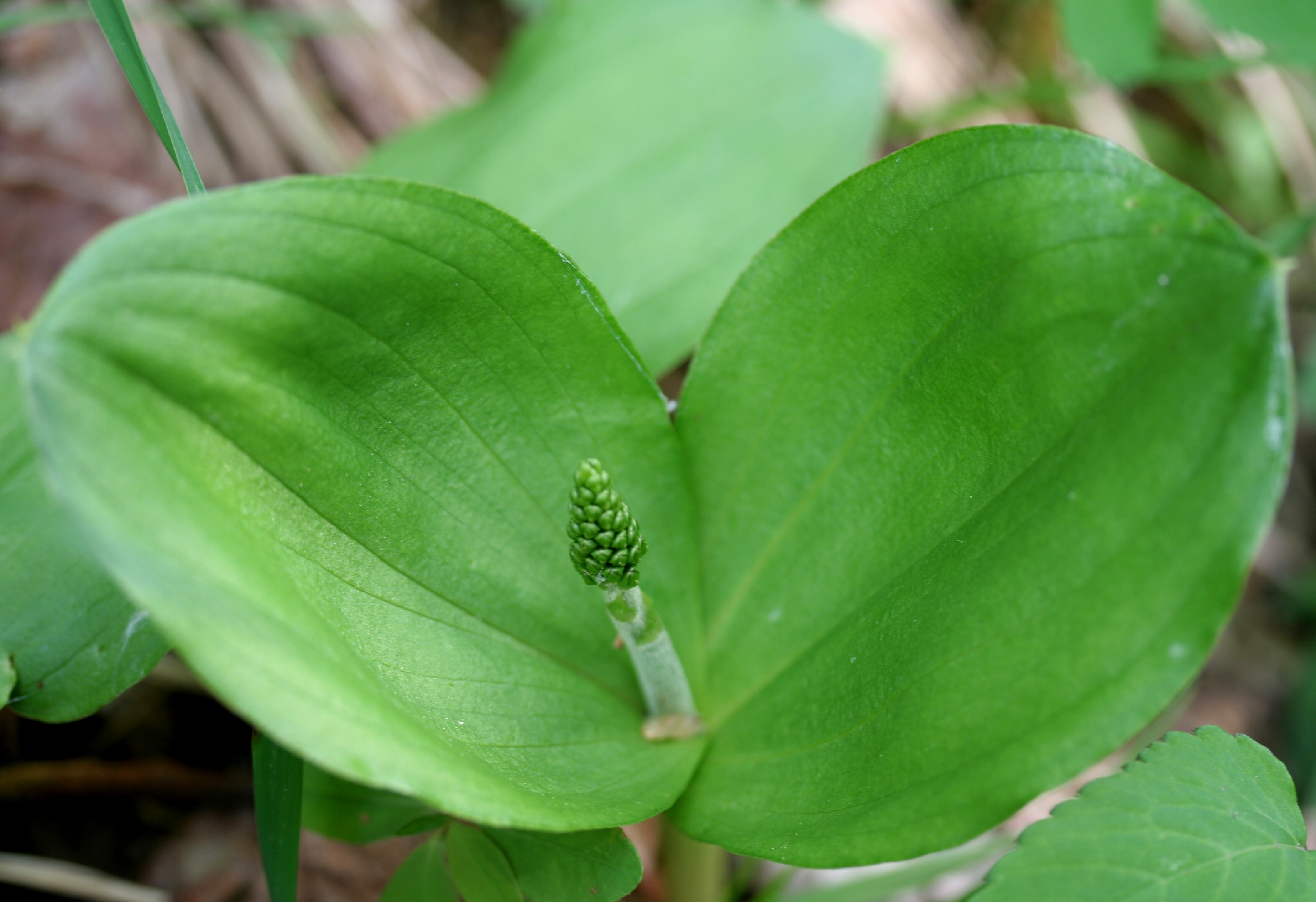
Listy s rašící lodyhou
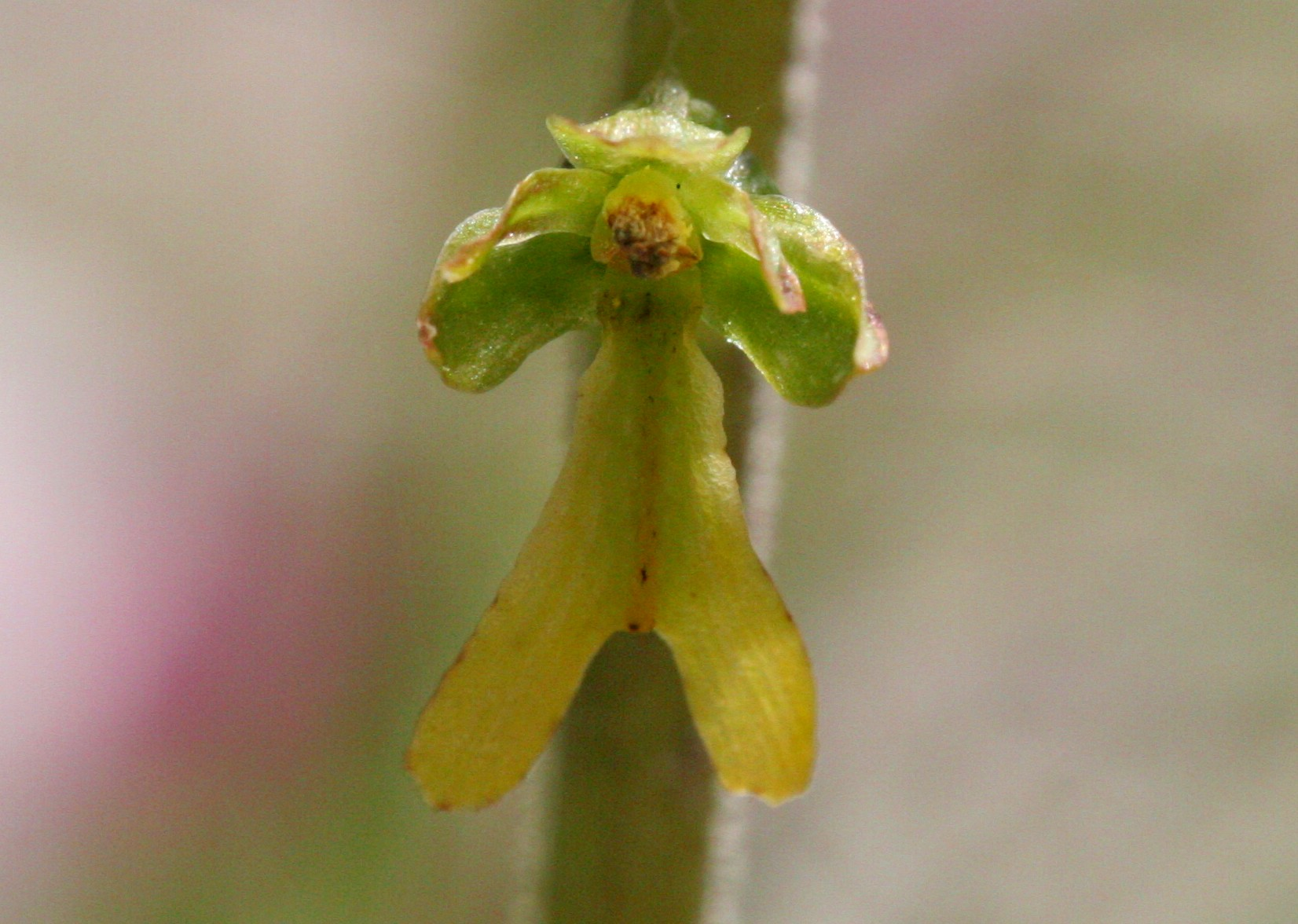
Detail květu